# Konstanze Klosterhalfen
Konstanze "Koko" Klosterhalfen, född 18 februari 1997 i Bonn, är en tysk friidrottare som tävlar i medel- och långdistanslopp.
Hon vann guldmedaljen vid Europamästerskapen i friidrott 2022 och en bronsmedalj vid Världsmästerskapen i friidrott 2019 (båda över 5 000 meter). Klosterhalfen deltog vid Olympiska sommarspelen 2020 i Tokyo över 10 000 meter och nådde finalen. Året 2019 vann hon Diamond League tävlingen i Birmingham över en engelsk mil.